# Dave Ball
Pour les articles homonymes, voir Ball.
David « Dave » James Ball (né le 3 mai 1959 à Chester) est un musicien et producteur de musique électronique anglais, membre des groupes Soft Cell et The Grid.

## Biographie
Ball grandit à Blackpool avec un père adoptif sévère, ingénieur, qui meurt d'un cancer peu avant qu'il fasse des études. Il étudie à l'Arnold School avant d'étudier l'art à la Leeds Polytechnic, où il découvre les synthétiseurs et rencontre Marc Almond. Ils forment le duo synthpop Soft Cell de 1978 à la séparation en 1984. En 1978, il devient père puis toxicomane. En 1983, il sort un album solo, In Strict Tempo, qui comprend des collaborations avec Gavin Friday, Genesis P-Orridge et Virginia Astley. Plus tard, il collabore avec P-Orridge sur la bande originale du film ouest-allemand Decoder, sorti en 1984, qui met en vedette d'autres artistes de Some Bizzare Records.
Après la dissolution de Soft Cell, Ball soigne ses addictions. Il forme un nouveau groupe, Other People avec son épouse Gini Hewes (qui avait travaillé avec Almond dans Marc and the Mambas) et Andy Astle, mais ils sortent un seul single, Have a Nice Day. À la fin des années 1980, il forme un autre groupe éphémère, English Boy on the Loveranch, avec Nick Sanderson et Jamie Jones, sortant deux singles Hi-NRG, The Man in Your Life et Sex Vigilante. Il fait partie de Psychic TV, travaillant sur la compilation Jack the Tab/Tekno Acid Beat, où il rencontre Richard Norris (avec qui il enregistre le morceau Meet Every Situation Head On ensemble sous le nom de M.E.S.H.) et avec qui il forme The Grid, groupe qui dure jusqu'en 1996. En 1991, Soft Cell sort trois morceaux pour l'album Tenement Symphony sous le nom de Marc Almond Feat. The Grid.
Ball et Almond reforment Soft Cell en 2001, sortant un nouvel album Cruelty Without Beauty. Ensuite Ball recrée The Grid en 2005.
En 2010, il forme le groupe Nitewreckage avec Celine Hispiche, Rick Mulhall et Terry Neale. Le premier album, Take Your Money and Run, sort chez Alaska Sounds le 6 juin 2011, précédé du single Solarcoaster. L'album est coproduit et mixé par Martin Rushent. En 2016, Ball et le pianiste classique Jon Savage collaborent pour l'album électronique expérimental Photosynthesis. En 2018, Soft Cell se réunit à nouveau pour un dernier spectacle live, célébrant son 40e anniversaire depuis la formation du duo.
Ball travaille également comme producteur, avec Vicious Pink (qui fut d'abord un chœur pour Soft Cell), les Virgin Prunes et le projet parallèle de Rose McDowall Ornamental dans les années 1980, et plus tard avec Kylie Minogue, Gavin Friday et Anni Hogan. Il remixe pour des artistes et des groupes tels que David Bowie, Vanessa-Mae et Erasure (de nombreux remix furent également réalisés avec The Grid). Ball travaille avec Friday sur une reprise de Ghost Rider de Suicide pour Alan Vega 70th Birthday Limited Edition EP Series.
En 2022, Soft Cell sort un nouvel album Happiness Not Included puis fait une tournée une année après à cause des problèmes de santé de Ball.